# Fungagá da Bicharada
A revista portuguesa Fungagá da Bicharada foi uma publicação da editora Editus , destinada ao público infantil. Iniciou a sua publicação semanal em Outubro de 1976, e terminou após 41 números, mais um especial de Natal e alguns álbuns extra. Esta revista surgiu no mesmo ano do programa televisivo O Fungagá da Bicharada, que tinha apresentação de Júlio Isidro, Cândida Branca Flor e José Barata-Moura.
O director era Júlio Isidro, e o director de produção, Carlos Graça. A administração e publicidade ficavam a cargo de Hugo Lourenço e de Artur Andrade. O arranjo gráfico era de Victor Mesquita, José Antunes, e Catherine Labey.
Entre os seus colaboradores literários contavam-se Maria Alberta Menéres, Maria João Duarte, António Torrado, Eduarda Chiote, José Jorge Letria, Júlio Isidro, Maria Isabel de Mendonça Soares, e Mário Castrim.
Alguns dos ilustradores foram Álvaro Patrício, Artur Correia, Vitor Mesquita, Fernando Correia, José Garcês, Ricardo Neto, Manuela Bacelar, Fernando Relvas, José Manuel Domingues Alves Mendes, Zé Paulo, Catherine Labey, Vitor Milheirão, Pedro Massano, Nuno Arnorim, Raul Vaza, Artur Henriques, e Carlos Alberto Pinto. 